# Chaleur de réaction
En physique nucléaire et en chimie nucléaire, la chaleur de réaction, ou valeur Q, d’une réaction est la quantité d’énergie libérée par cette réaction. La valeur est liée à l’enthalpie d’une réaction chimique ou à l’énergie des produits de désintégration radioactive. Elle peut être déterminée à partir des masses des réactifs et des produits. Les valeurs Q affectent les taux de réaction.

## Définition
Compte tenu de la conservation de l’énergie de la réaction, la définition générale de Q basée sur l’équivalence masse-énergie, où K est l’énergie cinétique et m est la masse :
{\displaystyle Q=K_{({\text{Final}})}-K_{({\text{Initial}})}=(m_{Initial}-m_{Final})c^{2}}
Une réaction avec une valeur Q positive est exothermique, c’est-à-dire qu’elle a un rejet net d’énergie, puisque l’énergie cinétique de l’état final est supérieure à l’énergie cinétique de l’état initial.
Une réaction avec une valeur Q négative est endothermique, c’est-à-dire qu’elle exige une entrée nette d’énergie, puisque l’énergie cinétique de l’état final est inférieure à l’énergie cinétique de l’état initial.

## Applications
Les valeurs Q chimiques correspondent à la mesure de la calorimétrie. Les réactions chimiques exothermiques ont tendance à être plus spontanée et peuvent émettre de la lumière ou de la chaleur, entraînant l’emballement hors de contrôle (c’est-à-dire des explosions).
Les valeurs Q sont également utilisées en physique des particules. Par exemple, la règle de Sargent stipule que le taux de décroissance faisant intervenir l’interaction faible est proportionnel à Q5. La valeur Q est l’énergie cinétique libérée dans la désintégration au repos. Pour la désintégration du neutron, une partie de la masse disparaît car le neutron se convertit en un proton, un électron et antineutrino électronique :
{\displaystyle Q=(m_{\text{n}}-m_{\text{p}}-m_{\mathrm {\overline {\nu }} }-m_{\text{e}})c^{2}=K_{p}+K_{e}+K_{\overline {\nu }}=0.782MeV}
où {\displaystyle m_{\text{n}}} est la masse du neutron, {\displaystyle m_{\text{p}}} est la masse du proton, {\displaystyle m_{\mathrm {\overline {\nu }} }} est la masse de l’antineutrino électronique et {\displaystyle m_{\text{e}}} est la masse de l’électron ; et les {\displaystyle K} sont les énergies cinétiques correspondantes. Le neutron n’a pas d’énergie cinétique initiale puisqu’il est au repos. Dans la désintégration bêta, un Q typique est de l’ordre de 1 MeV.
L’énergie de désintégration est répartie entre les produits dans une distribution continue. La mesure de ce spectre permet d'estimer la masse de l’un produit. C’est le principe de l'expérience KATRIN ; en 2022, elle a déterminé que la masse du neutrino électronique est inférieure à 0,8 eV/c² avec un niveau de confiance de 90%.